# In questa storia che è la mia
In questa storia che è la mia è il diciassettesimo e ultimo album in studio del cantautore italiano Claudio Baglioni, pubblicato il 4 dicembre 2020.

## Descrizione
A distanza di sette anni dal precedente lavoro di inediti, l'opera, come ha dichiarato lo stesso cantautore, è la sua autobiografia fatta in musica per lasciare un segno; un album realizzato con uno stile anni settanta e suonato in maniera tradizionale con sonorità acustiche ed elettriche con pochissimi riferimenti elettronici e digitali, come i suoi primi dischi, quasi a chiudere un cerchio che si ritrova al punto di partenza. Baglioni ha poi affermato: 
Il disco è un concept album caratterizzato da un forte componente sinfonica, passando anche per momenti più rock e pop fino a raggiungere brani di natura più sperimentale ed elettronica (Quello che sarà di noi). I brani in totale sono quattordici, accompagnati da un'introduzione (Capostoria) e un finale (Finestoria) e intervallati da brani numerati che sono intermezzi piano e voce collegati tra di loro, proprio come in Strada facendo e Io sono qui che vanno a riunirsi in un unico brano arrangiato completamente, Uomo di varie età. Il primo inedito, Altrove e qui, è il riarrangiamento con testo della suite composta per la diretta televisiva di Al centro nel 2018.

## Promozione
Il disco è stato commercializzato in edizione standard (su CD, vinile e download digitale) e anche in versione deluxe CD con quattro bonus track acustiche (due nella versione deluxe vinile). Baglioni inoltre, per presentarlo ufficialmente, è stato ospite a Rai Radio 2 la sera del 3 dicembre 2020, in un'intervista condotta da Malcom Pagani dove ha ripercorso la sua biografia personale e artistica.

## Tracce
Testi e musiche di Claudio Baglioni.
1. Capostoria – 1:06
2. Altrove e qui – 4:30
3. 1. Non so com'è cominciata – 0:59
4. Gli anni più belli – 4:30
5. Quello che sarà di noi – 5:15
6. In un mondo nuovo – 5:07
7. 2. Al pianoforte ogni giorno – 0:59
8. Come ti dirò – 5:32
9. Uno e due – 4:27
10. Mentre il fiume va – 6:06
11. 3. E firmo in fede un contratto – 1:00
12. Pioggia blu – 5:44
13. Mal d'amore – 5:06
14. Reo confesso – 4:48
15. 4. Adesso è strano pensare – 0:59
16. Io non sono lì – 4:39
17. Lei lei lei lei – 4:36
18. Dodici note – 5:19
19. Uomo di varie età – 5:27
20. Finestoria – 1:26

CD bonus nell'edizione speciale
1. Gli anni più belli (Acoustic, chitarra e voce) – 4:18
2. Mal d'amore (Acoustic, chitarra e voce) – 4:30
3. Io non sono lì (Acoustic, pianoforte elettrico e voce) – 4:39
4. Dodici note (Acoustic, pianoforte elettrico e voce) – 4:53

## Formazione
- Claudio Baglioni – voce, pianoforte e chitarra
- Paolo Gianolio – chitarre, tastiere e basso
- Gavin Harrison – batteria e percussioni
- Massimo Varini, Mattia Tedesco – chitarra (traccia 12)
- Danilo Rea – pianoforte e tastiere
- Giancarlo Ciminelli – flicorno
- Silvia Aprile, Claudia Arvati, Serena Bagozzi, Serena Caporale, Frankie Lovecchio, Rossella Ruini, Michele Ranieri – cori
- Orchestra Italiana del Cinema, CV Ensemble Orchestra – strumenti ad arco e ottoni
- Alessia Dall'Asta – flauto (traccia 12)
- Alessandro Tomei – sassofono soprano (traccia 12)

## Successo commerciale
In questa storia che è la mia ha totalizzato oltre due milioni e mezzo di stream e venduto oltre 50 000 copie in due mesi. Dopo aver debuttato al secondo posto della Classifica FIMI Album, il disco è rimasto per 13 settimane consecutive in classifica, di cui sette spese nella top 20.

## Classifiche

### Classifiche settimanali
| Classifica (2020) | Posizione massima |
| ----------------- | ----------------- |
| Italia            | 2                 |
| Svizzera          | 43                |

### Classifiche di fine anno
| Classifica (2020) | Posizione |
| ----------------- | --------- |
| Italia            | 24        |

## Gli anni più belli
La quarta traccia del disco, Gli anni più belli, fu il primo singolo promozionale uscito il 3 gennaio 2020 e fu la canzone originale del film di Gabriele Muccino uscito a febbraio 2020, Gli anni più belli, a cui diede persino il titolo: il lungometraggio si sarebbe dovuto chiamare inizialmente I migliori anni.
Il singolo Gli anni più belli fu candidato ai Nastri d'Argento e ai David di Donatello come miglior canzone originale.

## Film-opera
Il disco diventò un film-opera diretto da Luigi Antonini, registrato al Teatro dell'Opera di Roma, in cui Baglioni esegue in ordine tutti i brani contenuti nell'album con arrangiamenti e formazione originali. Il film però non è un semplice concerto ma una vera e propria opera, che ha visto l'intera sala, compreso il golfo mistico, la platea e i camerini, trasformati in ambiente scenico: insieme a lui, infatti, tanti ballerini, musicisti, performer e addirittura acrobati, sparsi sulla scena per dare vita a uno spettacolo totale che invade tutto lo spazio e lo trasforma in arte.
Il film fu disponibile per l'acquisto in esclusiva assoluta in streaming sulla piattaforma ITsArt dal 2 giugno al 2 dicembre 2021 e fu distribuito come evento speciale nei cinema il 2, il 3 e il 4 novembre 2021 da Medusa Film.

## Uà - Uomo di varie età
Il singolo Uomo di varie età contenuto nel disco diede vita a un programma televisivo genere musicale, varietà e comico andato in onda in prima serata su Canale 5 dal 4 al 18 dicembre 2021 per tre puntate di sabato, con la conduzione di Claudio Baglioni dal titolo Uà - Uomo di varie età.

## Tour
Uscito durante la pandemia da Covid-19, l'album attese più di un anno prima di poter essere portato in scena dal vivo: nel gennaio 2022, infatti, partì il tour Dodici Note Solo, che vide il ritorno di Baglioni nei teatri con un concerto assolo e che avrà una prosecuzione nell'autunno 2022 con Dodici Note Solo Bis, e a giugno 2022 partì il tour Dodici Note - Tutti su!, show in programma nell'estate 2020 col titolo di Dodici Note e posticipato per due anni a causa della pandemia, con la formazione orchestrale presente nell'album: big band, coro lirico, coro moderno, orchestra e solisti d'eccezione.